# Baurech
Baurech [boʁɛʃ] est une commune du Sud-Ouest de la France, située dans le département de la Gironde en région Nouvelle-Aquitaine.

## Géographie

### Localisation
Baurech est située dans l'unité urbaine de Bordeaux, dans l'aire d'attraction de Bordeaux (ex-aire urbaine de Bordeaux) et dans la région naturelle de l'Entre-deux-Mers.

### Communes limitrophes
Les communes limitrophes sont  Beautiran, Cambes, Isle-Saint-Georges, Saint-Caprais-de-Bordeaux, Saint-Genès-de-Lombaud et Tabanac.
| Cambes             | Saint-Caprais-de-Bordeaux | Saint-Genès-de-Lombaud |
| Isle-Saint-Georges | Baurech                   | Tabanac                |
| Beautiran          |                           |                        |

### Climat
Pour des articles plus généraux, voir Climat de la Nouvelle-Aquitaine et Climat de la Gironde.
Historiquement, la commune est exposée à un climat océanique aquitain.  
En 2020, Météo-France publie une typologie des climats de la France métropolitaine dans laquelle la commune est exposée à un climat océanique et est dans la région climatique  Aquitaine, Gascogne, caractérisée par une pluviométrie abondante au printemps, modérée en automne, un faible ensoleillement au printemps, un été chaud (19,5 °C), des vents faibles, des brouillards fréquents en automne et en hiver et des orages fréquents en été (15 à 20 jours).
Pour la période 1971-2000, la température annuelle moyenne est de 12,6 °C, avec une amplitude thermique annuelle de 14,9 °C. Le cumul annuel moyen de précipitations est de 859 mm, avec 12 jours de précipitations en janvier et 5,8 jours en juillet. Pour la période 1991-2020, la température moyenne annuelle observée sur la station météorologique la plus proche, située sur la commune de Cadaujac à 8 km à vol d'oiseau, est de 13,8 °C et le cumul annuel moyen de précipitations est de 918,3 mm,. Pour l'avenir, les paramètres climatiques de la commune estimés pour 2050 selon différents scénarios d’émission de gaz à effet de serre sont consultables sur un site dédié publié par Météo-France en novembre 2022.

## Urbanisme

### Typologie
Au 1er janvier 2024, Baurech est catégorisée commune rurale à habitat dispersé, selon la nouvelle grille communale de densité à sept niveaux définie par l'Insee en 2022.
Elle appartient à l'unité urbaine de Bordeaux, une agglomération intra-départementale regroupant 73  communes, dont elle est une commune de la banlieue,,. Par ailleurs la commune fait partie de l'aire d'attraction de Bordeaux, dont elle est une commune de la couronne,. Cette aire, qui regroupe 275 communes, est catégorisée dans les aires de 700 000 habitants ou plus (hors Paris),.

### Risques majeurs
Le territoire de la commune de Baurech est vulnérable à différents aléas naturels : météorologiques (tempête, orage, neige, grand froid, canicule ou sécheresse), inondations, mouvements de terrains et séisme (sismicité faible). Un site publié par le BRGM permet d'évaluer simplement et rapidement les risques d'un bien localisé soit par son adresse soit par le numéro de sa parcelle.
Certaines parties du territoire communal sont susceptibles d’être affectées par le risque d’inondation par débordement de cours d'eau, notamment la Garonne. La commune a été reconnue en état de catastrophe naturelle au titre des dommages causés par les inondations et coulées de boue survenues en 1982, 1990, 1999, 2009 et 2014,.
Les mouvements de terrains susceptibles de se produire sur la commune sont des affaissements et effondrements liés aux cavités souterraines (hors mines), des éboulements, chutes de pierres et de blocs et des tassements différentiels. Par ailleurs, afin de mieux appréhender le risque d’affaissement de terrain, l'inventaire national des cavités souterraines permet de localiser celles situées sur la commune.

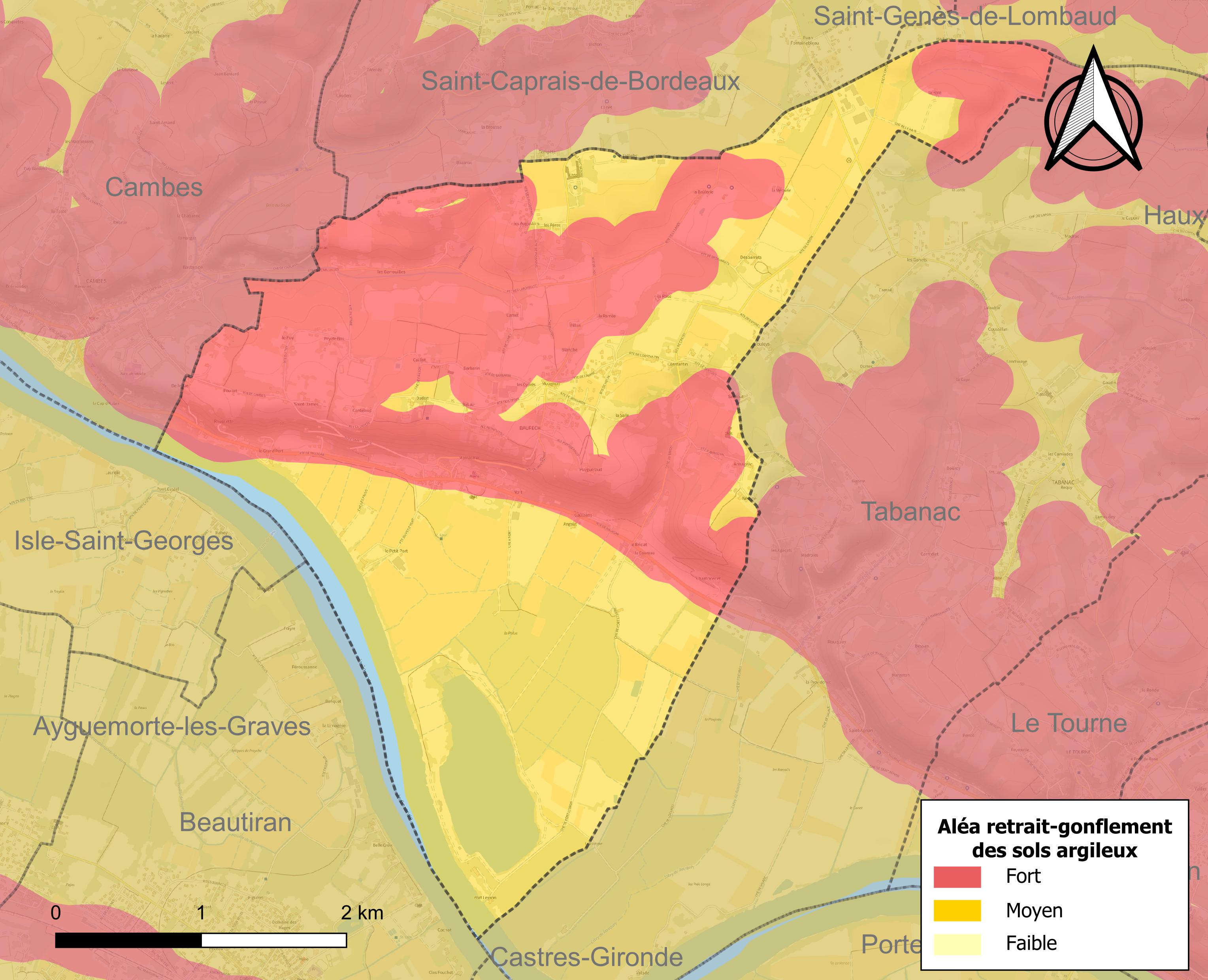
Carte des zones d'aléa retrait-gonflement des sols argileux de Baurech.

Le retrait-gonflement des sols argileux est susceptible d'engendrer des dommages importants aux bâtiments en cas d’alternance de périodes de sécheresse et de pluie. 98,1 % de la superficie communale est en aléa moyen ou fort (67,4 % au niveau départemental et 48,5 % au niveau national). Sur les 363 bâtiments dénombrés sur la commune en 2019, 363 sont en aléa moyen ou fort, soit 100 %, à comparer aux 84 % au niveau départemental et 54 % au niveau national. Une cartographie de l'exposition du territoire national au retrait gonflement des sols argileux est disponible sur le site du BRGM,.
Par ailleurs, afin de mieux appréhender le risque d’affaissement de terrain, l'inventaire national des cavités souterraines permet de localiser celles situées sur la commune.
Concernant les mouvements de terrains, la commune a été reconnue en état de catastrophe naturelle au titre des dommages causés par la sécheresse en 1989, 2003 et 2011 et par des mouvements de terrain en 1985, 1997 et 1999.

## Politique et administration

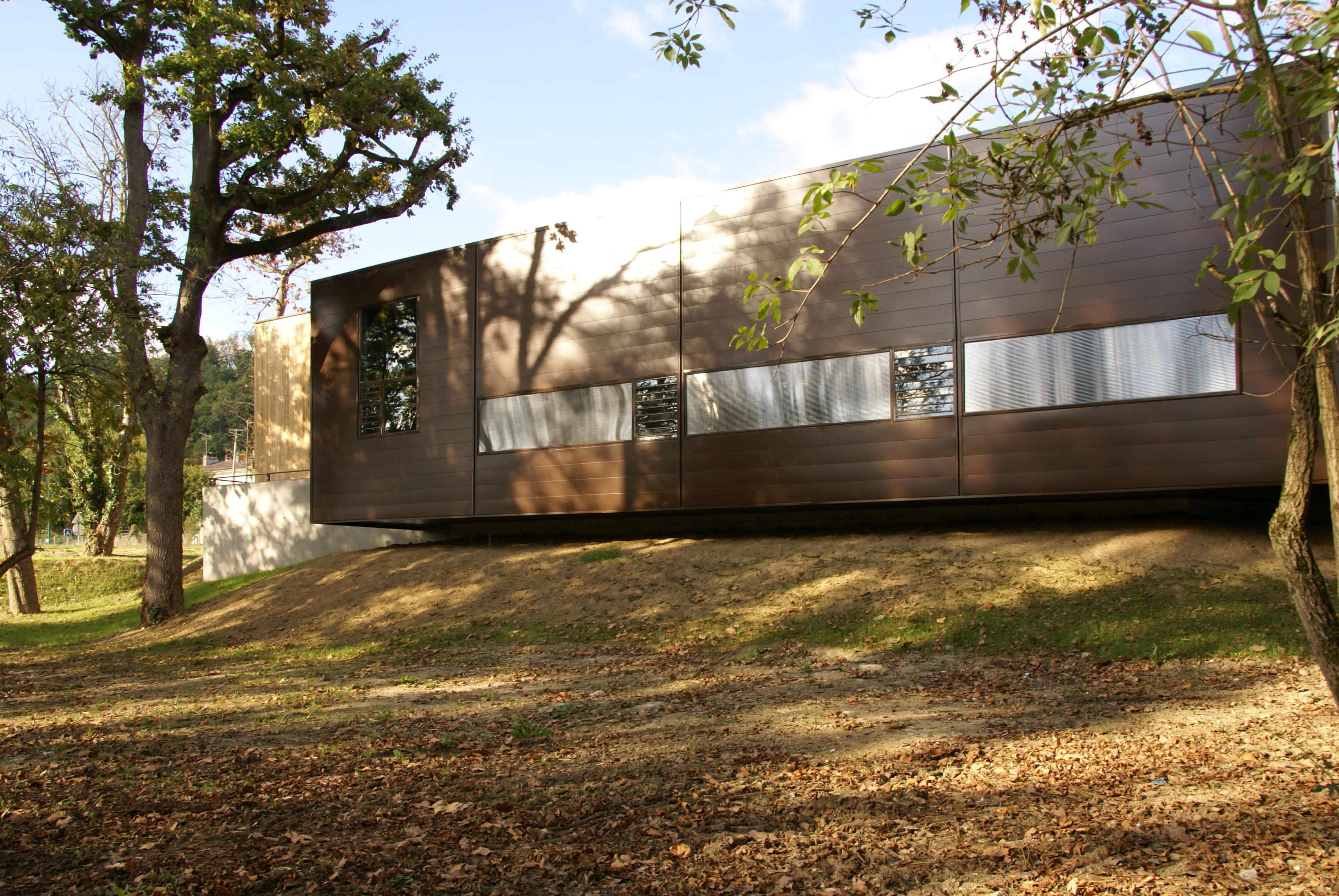
Atelier municipaux de Baurech façade arrière

La commune de Baurech fait partie de l'arrondissement de Bordeaux. À la suite du découpage territorial de 2014 entré en vigueur à l'occasion des élections départementales de 2015, la commune demeure dans le canton de Créon remodelé,. Baurech fait également partie de la communauté de communes des Portes de l'Entre-Deux-Mers, membre du Pays du Cœur de l'Entre-deux-Mers. Le conseil municipal de Baurech se compose de 1 maire, 4 adjoints et 10 conseillers.
Une liste citoyenne est proposée en alternative à la liste traditionnelle issue de l'équipe en place lors des élections municipales de 2020.
| Période                                  | Période    | Identité     | Étiquette     | Qualité                                                    |
| ---------------------------------------- | ---------- | ------------ | ------------- | ---------------------------------------------------------- |
| Les données manquantes sont à compléter. |            |              |               |                                                            |
| ?                                        | après 1981 | Marc Mouline | SFIO puis CNI | Propriétaire-exploitant, conseiller général de 1945 à 1964 |
| 1989                                     | 2020       | Jean Merlaut | DVG           | Viticulteur                                                |
| 2020                                     | En cours   | Pascal Modet |               |                                                            |

## Démographie
L'évolution du nombre d'habitants est connue à travers les recensements de la population effectués dans la commune depuis 1793. Pour les communes de moins de 10 000 habitants, une enquête de recensement portant sur toute la population est réalisée tous les cinq ans, les populations de référence des années intermédiaires étant quant à elles estimées par interpolation ou extrapolation. Pour la commune, le premier recensement exhaustif entrant dans le cadre du nouveau dispositif a été réalisé en 2008.

En 2022, la commune comptait 936 habitants, en évolution de +11,03 % par rapport à 2016 (Gironde : +6,91 %, France hors Mayotte : +2,11 %).
| 1793 | 1800 | 1806 | 1821 | 1831 | 1836 | 1841 | 1846 | 1851 |
| ---- | ---- | ---- | ---- | ---- | ---- | ---- | ---- | ---- |
| 520  | 474  | 611  | 590  | 634  | 647  | 585  | 548  | 597  |

| 1856 | 1861 | 1866 | 1872 | 1876 | 1881 | 1886 | 1891 | 1896 |
| ---- | ---- | ---- | ---- | ---- | ---- | ---- | ---- | ---- |
| 643  | 621  | 658  | 654  | 666  | 637  | 616  | 625  | 676  |

| 1901 | 1906 | 1911 | 1921 | 1926 | 1931 | 1936 | 1946 | 1954 |
| ---- | ---- | ---- | ---- | ---- | ---- | ---- | ---- | ---- |
| 643  | 636  | 643  | 558  | 547  | 516  | 494  | 439  | 482  |

| 1962 | 1968 | 1975 | 1982 | 1990 | 1999 | 2006 | 2008 | 2013 |
| ---- | ---- | ---- | ---- | ---- | ---- | ---- | ---- | ---- |
| 478  | 565  | 598  | 632  | 633  | 695  | 754  | 771  | 792  |

| 2018 | 2022 | - | - | - | - | - | - | - |
| ---- | ---- | - | - | - | - | - | - | - |
| 898  | 936  | - | - | - | - | - | - | - |

## Lieux et monuments
- Église Saint-Saturnin de Baurech. L'édifice a été classé au titre des monuments historique en 2003[28].

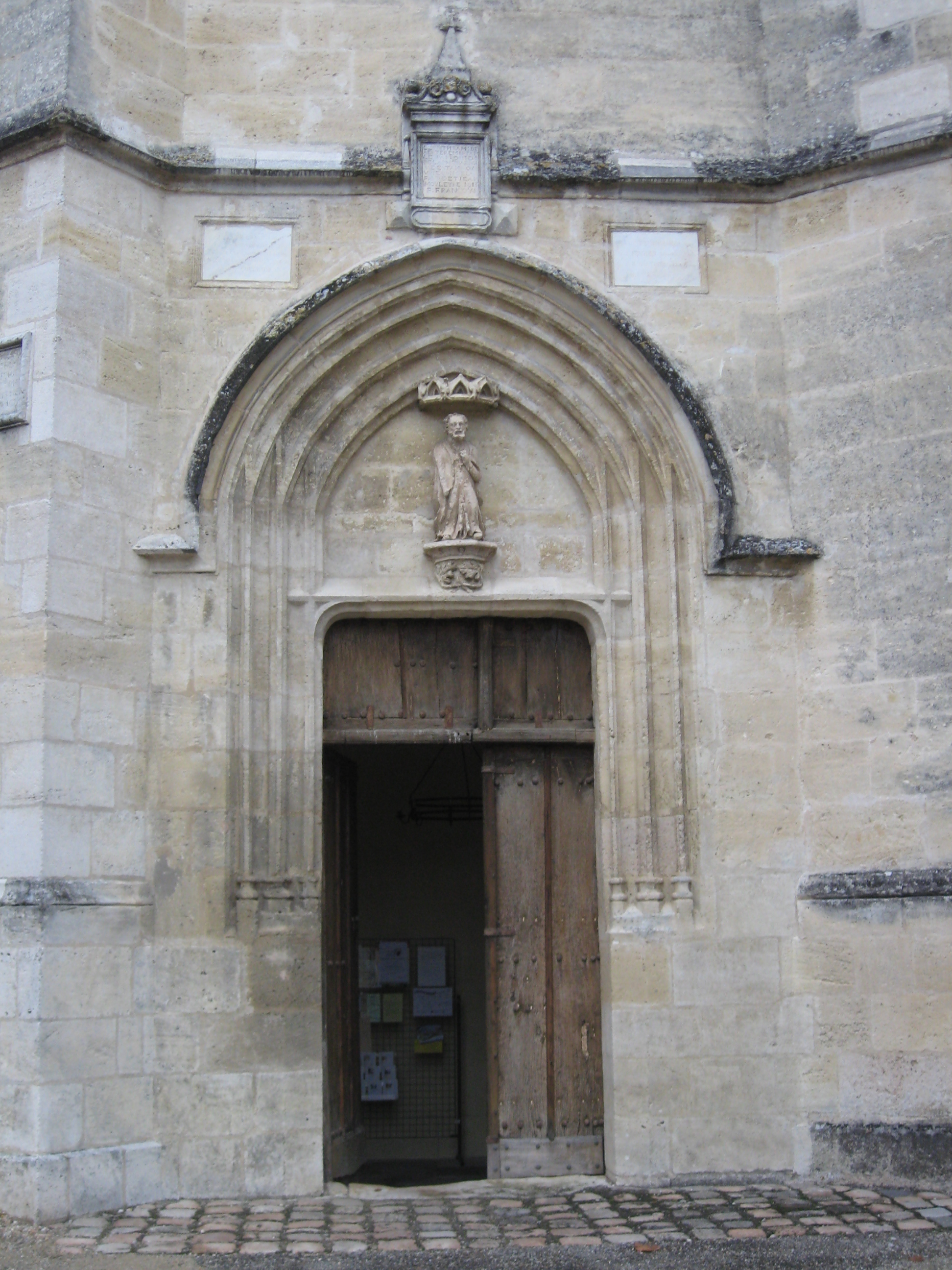
Portail de l'église Saint-Saturnin
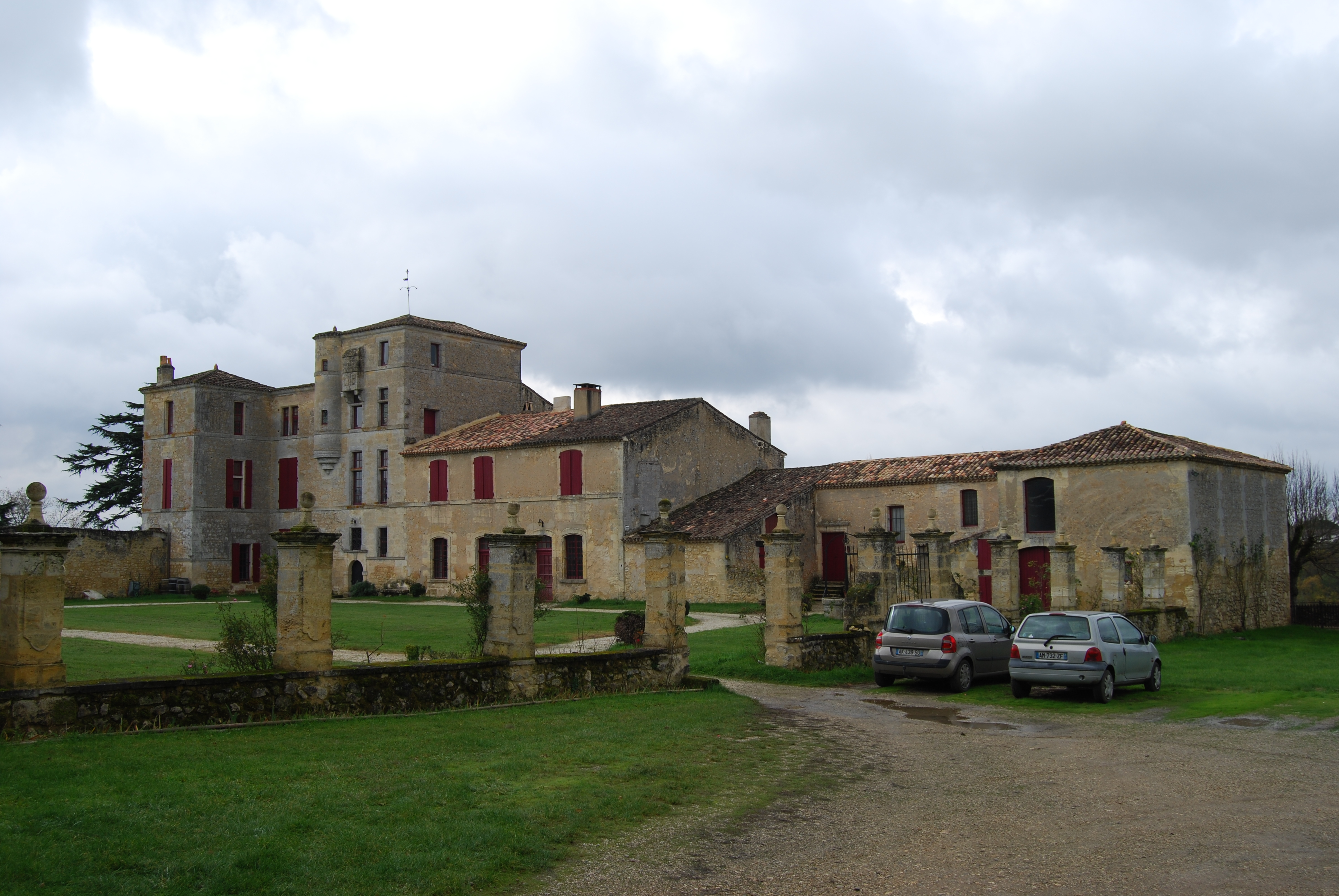
Château de Lacaussade
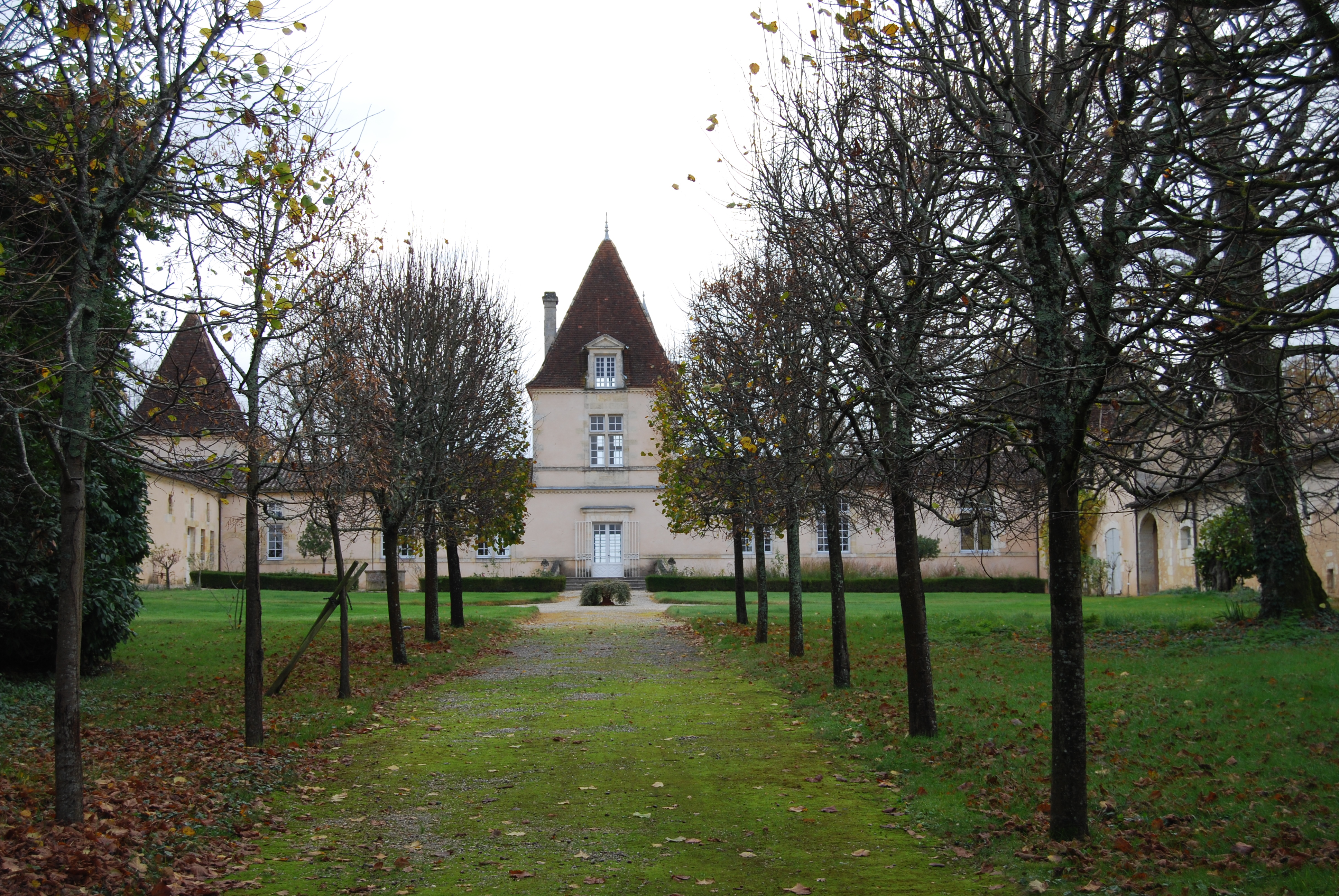
Château de Lyde
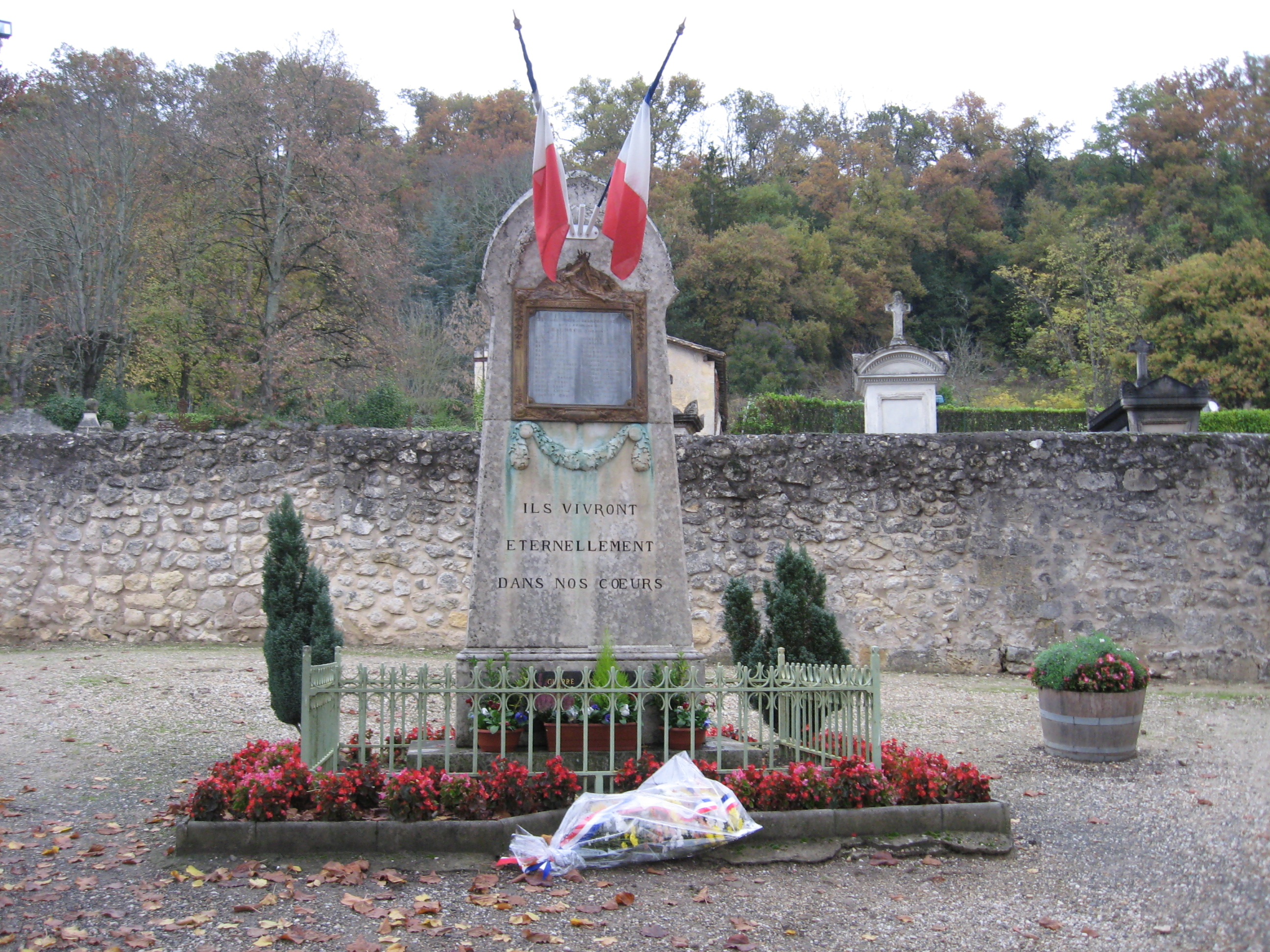
Monument aux morts

## Héraldique
| Blason de Baurech | Blason  | Écartelé au 1) de gueules à la tour couverte et girouetté d’argent, ouverte du champ, maçonnée de sable, terrassée d’or, accostée, en chef de deux grappes de raisin tigées aussi d’argent, au 2) d’azur au lion couronné d’or armé et lampassé de gueules, au 3) d’azur à la gabarre équipée et habillée d’argent flottant sur une rivière d’or mouvant de la pointe, au 4) de gueules au clocher en flèche d'argent, mouvant de la pointe, accosté de deux croisettes d’or, surmontées chacune d’un mont isolé de trois coupeaux aussi d’argent ; à la crosse d’or brochant en cœur sur la partition. |
| Blason de Baurech | Détails | Le statut officiel du blason reste à déterminer. |

## Étymologie
La racine gasconne Bau vient du latin vallis (vallée), tandis que Rech vient de fresc < frigidesco (froid en bas latin). Les registres paroissiaux mentionnent les formes Baurech, Baurechz en 1609, Baurechx en 1737 (à noter que le x en gascon se prononce che). Plus loin dans le temps, on trouve : Bauregium.